# Chiba Lotte Marines
Die Chiba Lotte Marines (jap. 千葉ロッテマリーンズ, Chiba Rotte Marīnzu) sind eine professionelle japanische Baseballmannschaft in der Pacific League und gewannen zuletzt in der Japan Series 2010 den Meistertitel.
Das Team wurde 1949, gesponsert von der Tageszeitung Mainichi Shimbun, unter dem Namen Mainichi Orions gegründet. Seit 1969 ist das koreanisch/japanische Unternehmen Lotte Besitzer der Marines. 1992 wurde die Mannschaft kurz nach der Fertigstellung ihres Heimstadions, des Chiba Marine Stadiums (千葉マリンスタジアム, Chiba Marin Sutajiamu), in Chiba Lotte Marines umbenannt.

## Erfolge

Platzierung der Orions und Marines in der Pacific League seit 1950. Rote Punkte markieren Siege in der Japan Series.

Die Mannschaft hat im Vergleich zu den größten und erfolgreichsten Vereinen relativ wenige Erfolge aufzuweisen. Die Meisterschaft der Pacific League konnte 1950, 1960, 1970, 1974 und 2005 errungen werden. 1950, 1974 und 2005 folgte dann jeweils noch der Gewinn der Japan Series. Der Erfolg 1950 markiert dabei auch das erste Jahr, in dem die Japan Series überhaupt ausgetragen wurde.
Gegner in der Japan Series 2005 waren die Hanshin Tigers. Die Serie war durch eine Dominanz gekennzeichnet, wie sie noch kein Team vorher in der Geschichte der japanischen Baseball-Meisterschaft hatte. So wurden die ersten 3 Spiele mit jeweils zweistelligen Punktzahlen (10-1; 10-0; 10-1) gewonnen, was vorher noch keinem Team in der Finalserie in mehr als einem Spiel am Stück gelungen war; lediglich vierte Spiel (3-2) war etwas knapper. Außerdem gelang es erstmals einem Team, in keinem einzigen Spiel der Finalserie in Rückstand zu geraten. Mit Bobby Valentine gelang es zudem erstmals einem ausländischen Trainer, ein Team zur japanischen Meisterschaft zu coachen. Wenig später konnten die Chiba Lotte Marines auch die erstmals ausgetragene Asia Series gegen die Meister von Korea, China und Taiwan für sich entscheiden. Wieder wurden alle vier Spiele des Turniers gewonnen.
2010 konnten die Marines über die Climax Series als Drittplatzierte die Japan Series erreichen und gewannen gegen die Chūnichi Dragons ihre vierte Meisterschaft. Anschließend gewannen sie auch die koreanisch-japanische Klubmeisterschaft, den Nachfolger der Asia Series.

## Stadion

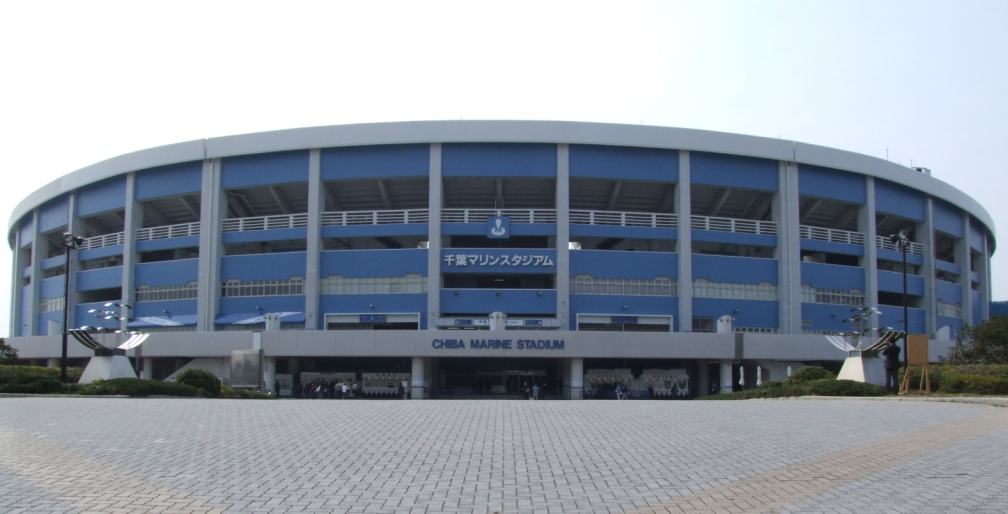
Haupteingang des Chiba Marine Stadium

Das Chiba Marine Stadium liegt an der Bucht von Tōkyō in Makuhari, Chiba und fasst maximal 32.000 Zuschauer. Es ist – anders als viele andere Baseballstadien in Japan – nicht überdacht, was insbesondere in der Regenzeit häufig zu Spielverlegungen führt. Bei der Japan Series 2005 musste zudem erstmals in der Geschichte der japanischen Baseball-Meisterschaft ein Spiel wegen Nebels abgebrochen werden, als tiefliegende Wolken vom Wind über das Stadiondach in den Innenraum gedrückt wurden. Die Fläche des Stadions ist größer als bei anderen Stadien in Japan, so dass es relativ wenige Home Runs gibt und foul balls relativ leicht gefangen werden können. Durch die Lage direkt am Meer und das offene Stadiondach ist es außerdem relativ windanfällig.